# 双受精

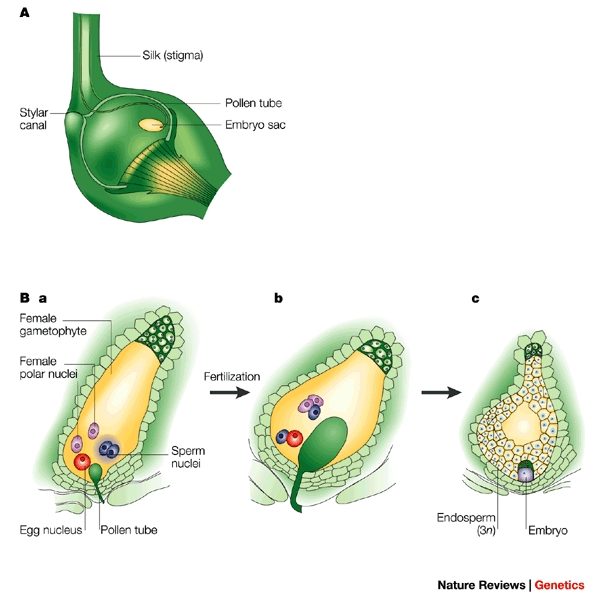
双受精图解

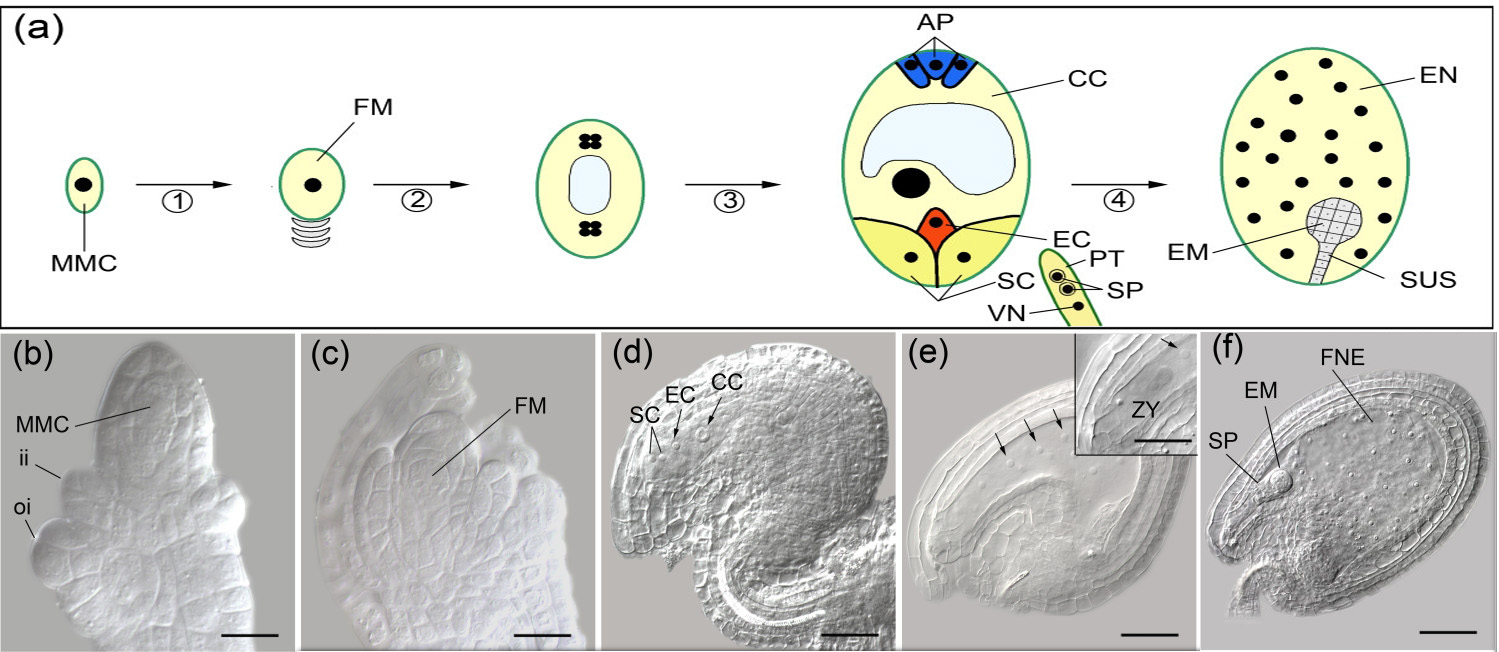
拟南芥的双受精

双受精（英語：Double fertilization）或稱作雙重受精，是被子植物特有的受精现象。當一朵花的雌蕊經授粉作用後，花粉粒在雌蕊的柱頭上萌發形成花粉管，花粉管前端有管核引導生長，並經由花柱逐漸向子房內的胚珠延伸。當花粉管到達胚珠時，花粉管內兩個精細胞的其中一个會與胚珠內的卵細胞（1n）結合形成二倍体（2n）的合子並發育成胚，另一個精細胞則會與胚珠內含兩個極核的中央細胞（1n+1n）結合，形成三倍体（3n）的胚乳母細胞並發育成胚乳，此種特殊的受精作用稱為雙受精。單子葉植物種子的胚乳比較明顯，而子葉（屬於胚的一部分）只有一枚且大部分退化成胚盤；雙子葉植物種子的胚乳則常在胚發育的早期已消耗，反而由兩枚子葉取代胚乳為種子發芽時的養分來源。
在2008年对拟南芥植物进行的一项研究中，首次使用活体In vivo成像技术证明了雄性配子在雌性配子内的迁移与雌性核的融合。 还确定了一些与迁移和融合过程有关的基因。
无花种子植物買麻藤屬（Gnetales）双受精的证据已经被报道。

## 参阅
- 受精
- 配子
- 卵细胞
- 胚珠
- 花粉